# Mrówczyniec

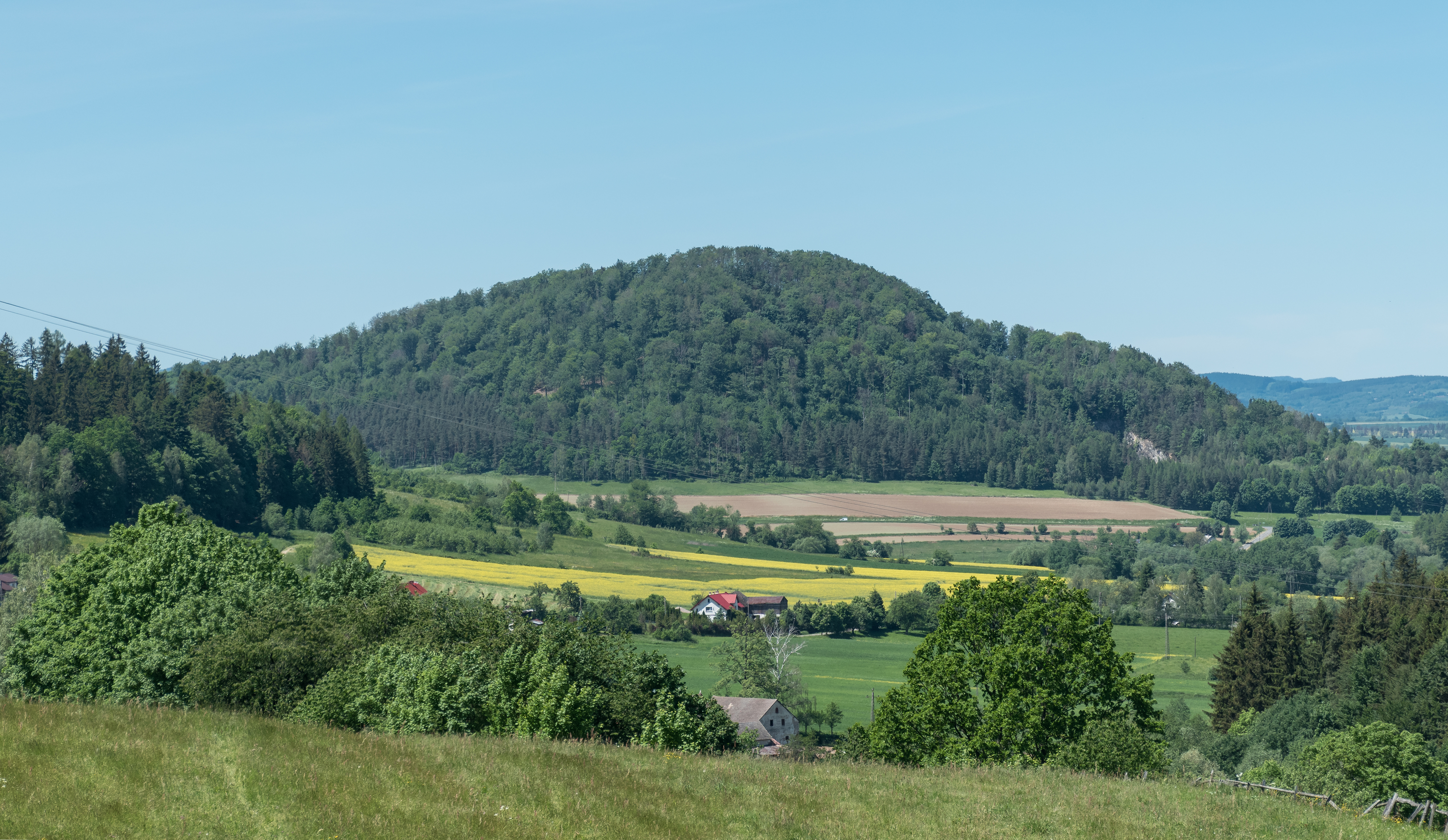
Grodowa (w centrum) i Mrówczyniec (po prawej)

Mrówczyniec – wzniesienie 487 m n.p.m. w południowo-zachodniej Polsce w Sudetach Wschodnich, w Masywie Śnieżnika – w Krowiarkach.

## Położenie
Wzniesienie, położone w Sudetach Wschodnich, w północno-zachodniej części Masywu Śnieżnika, w północno-zachodnim grzbiecie odchodzącym od Śnieżnika, w północno-zachodniej części Krowiarek, około 1,8 km., na południowy zachód od miejscowości Żelazno. Po południowo-zachodniej stronie góry, położona jest miejscowość Mielnik.
Niewielkie wzniesienie nad Przełęczą Mielnicką, w kształcie wału, o dość stromych zboczach z niewyraźnie podkreśloną częścią szczytową, położoną na wierzchołkowym grzbiecie. Grzbiet ten nosi nazwę Piotrowickiego Lasu. Szczyt wznosi się o około 6 m. ponad najbliższy szczyt oddalony o niecałe 400 m. Na zachodzie Przełęcz Mielnicka oddziela Mrówczyiec od Wapniarki. Przez przełęcz przebiega droga z Kłodzka do Międzylesia (z Wrocławia do Brna). Do przełęczy dochodzą od południa zabudowania wsi Mielnik.

## Budowa geologiczna
Wzniesienie o zróżnicowanej budowie geologicznej zbudowane ze skał metamorficznych, głównie z łupków łyszczykowych, podrzędnie z wapieni krystalicznych – marmurów kalcytowych i dolomitowych serii strońskiej, należących do metamorfiku Lądka i Śnieżnika. Na zboczach wśród lasu, występują pojedyncze wapienne skałki. Na płudniowo-zachodnim zboczu u podnóża góry wyrobiska po dawnym kamieniołomie wapienia krystalicznego oraz ruiny wapienników.

## Roślinność
Grzbietowe partie w całości zajmuje las mieszany regla dolnego, zbocza południowo-zachodnie i północno-wschodnie, poniżej wysokości 400 m n.p.m., zajmują łąki i częściowo pola uprawne. Miejscami porośnięte jest roślinnością kserotermiczną.

## Turystyka
Obok szczytu przechodzi szlak turystyczny
- zielony – prowadzący z Romanowa do Bystrzycy Kłodzkiej.